# Markovići (Vižinada)
Pour les articles homonymes, voir Markovići.
Markovići (en italien : Marcovici) est une localité de Croatie située en Istrie, dans la municipalité de Vižinada, dans le comitat d'Istrie. En 2001, la localité comptait 40 habitants.

## Démographie
| 1948 | 1953 | 1961 | 1971 | 1981 | 1991 | 2001 |
| ---- | ---- | ---- | ---- | ---- | ---- | ---- |
| 45   | 40   | 45   | 37   | 32   | 30   | 40   |